# Nos lieux interdits
Pour plus de détails, voir Fiche technique et Distribution.
Nos lieux interdits  est un documentaire franco-marocain réalisé par Leïla Kilani et sorti en 2008.

## Synopsis
En 2004, cinq ans après son intronisation, le roi du Maroc Mohammed VI met en place une Commission pour l’équité et la réconciliation pour enquêter sur la violence d’État durant les années de plomb, sous le règne de son père Hassan II. Le film accompagne durant trois ans quatre familles dans leur quête de la vérité : militant, jeune rebelle militaire ou simple citoyenne, eux-mêmes ou les membres de leur famille ont été emprisonnés dans différents lieux disséminés sur l’ensemble du territoire marocain. Chaque personnage tente de « savoir », de donner du « sens », de faire le deuil. Mais quarante ans plus tard, le secret d’État finit par dévoiler l’existence d’un autre secret, plus intime, le secret de famille. Chacun éprouve alors la nécessité de reconstruire cette histoire et de retrouver les Pères, doublement enlevés par la disparition et par le secret. Il faut trier entre les silences, mensonges et tabous sédimentés dans et hors de la famille, depuis quarante ans…

## Fiche technique
- Réalisation : Leïla Kilani
- Production : INA, Socco Chico
- Image : Eric Devin, Benoît Chamaillard
- Montage : Leïla Kilani, Tina Baz
- Son : Leïla Kilani

## Distinctions
- Fespaco 2009